# Riku Tanaka
Riku Tanaka (田中 陸 Tanaka Riku?), född 4 maj 1999 i Chiba prefektur, är en japansk fotbollsspelare.
Tanaka började sin karriär 2018 i Kashiwa Reysol. 2020 flyttade han till Renofa Yamaguchi FC.